# Progomphus joergenseni
Progomphus joergenseni là loài chuồn chuồn trong họ Gomphidae. Loài này được Ris mô tả khoa học đầu tiên năm 1908.